# Hotel Montsoriu
L'Hotel Montsoriu és una obra neoclàssica d'Arbúcies (Selva) inclosa a l'Inventari del Patrimoni Arquitectònic de Catalunya. L'Hotel Montsoriu és un gran edifici format per quatre cossos ben diferenciats, situat en un extrem del poble, a l'entrada sud, al final del passeig de Palacagüina. Està cobert a dues vessants amb caiguda a la façana.

## Descripció
El cos principal és més alt, de quatre plantes amb tres obertures a cada planta emmarcades en pedra i arcs de mig punt motllurats. A la planta baixa hi ha l'entrada, també d'arc de mig punt, flanquejada per dues finestres protegides per una reixa de ferro. Al primer i segon pis, les obertures presenten un balconet també amb barana de ferro, i al darrer pis, són finestres més petites. A banda i banda d'aquest cos principal, n'hi ha més, un a la dreta i dos per l'esquerra. El de la dreta és més estret, amb tres plantes i una finestra per planta, les finestres són quadrangulars i enmarcades amb pedra. Destaca la barana de gelosia a la part superior on s'hi veu una mena de terrat. Pel que fa als cossos adossats a l'esquerra, el primer és de tres plantes seguint la mateixa tipologia a les obertures quadrangulars emmarcades amb pedra, i el segon és més baix, de dues plantes.
Per la part de darrere hi ha els jardins, anomenats de Can Cassó.
El parament és arrebossat i pintat de color rosat que destaca amb els elements de pedra dels angles i marcs de les finestres. Cal destacar les dues columnes de carreus ben tallats que delimiten el cos central.